# Гаваццана
Гаваццана, Ґаваццана (італ. Gavazzana, п'єм. Gavassàuna) — муніципалітет в Італії, у регіоні П'ємонт,  провінція Алессандрія.
Гаваццана розташована на відстані близько 440 км на північний захід від Рима, 100 км на схід від Турина, 26 км на південний схід від Алессандрії.
Населення — 177 осіб (2014).
Щорічний фестиваль відбувається 11 листопада. Покровитель — святий Мартин.

## Демографія
Населення за роками:

Станом на 31 грудня 2014 року в муніципалітеті офіційно проживало 13 іноземців з 5 країн, серед них 10 громадян країн Євросоюзу та 1 громадянин України.

## Сусідні муніципалітети
- Кассано-Спінола
- Сант'Агата-Фоссілі
- Сардільяно